# بلک دیزی
بلک دیزی (به انگلیسی: Black Daisy) گروه موسیقی ایرلندی است.
آن ها در مسابقه آواز یوروویژن ۲۰۰۹ به همراه سیند مالوی نماینده ایرلند بودند.